# Zatoka Wschodniokoreańska
Zatoka Wschodniokoreańska (kor. 동조선만, Tongjosŏn-man) – zatoka w północno-wschodniej części Półwyspu Koreańskiego, u wschodnich wybrzeży Korei Północnej, stanowi część Morza Japońskiego. Głębokość na otwartym morzu osiąga ok. 1800–2000 m, w pobliżu brzegu – 60 m. Główne miasta zlokalizowane nad zatoką to Hŭngnam na północy i Wŏnsan na południu.